# Asynarchus thedenii
Asynarchus thedenii là một loài Trichoptera trong họ Limnephilidae. Chúng phân bố ở miền Cổ bắc.